# Baturité (microregio)
Baturité is een van de 33 microregio's van de Braziliaanse deelstaat Ceará. Zij ligt in de mesoregio Norte Cearense en grenst aan de mesoregio Metropolitana de Fortaleza in het noorden, de microregio Canindé in het westen, de mesoregio Sertões Cearenses in het zuiden en de microregio Chorozinho in het oosten. De microregio heeft een oppervlakte van ca. 2696 km². Midden 2004 werd het inwoneraantal geschat op 180.248.
Elf gemeenten behoren tot deze microregio:
| - Acarapé - Aracoiaba - Aratuba - Baturité - Capistrano - Guaramiranga | - Itapiúna - Mulungu - Pacoti - Palmácia - Redenção |

Mesoregio's: Centro-Sul Cearense · Jaguaribe · Metropolitana de Fortaleza · Noroeste Cearense · Norte Cearense · Sertões Cearenses · Sul Cearense

Microregio's: Baixo Curu · Baixo Jaguaribe · Barro · Baturité · Brejo Santo · Canindé · Cariri · Caririaçu · Cascavel · Chapada do Araripe · Chorozinho · Coreaú · Fortaleza · Ibiapaba · Iguatu · Ipu · Itapipoca · Lavras da Mangabeira · Litoral de Aracati · Litoral de Camocim e Acaraú · Médio Curu · Médio Jaguaribe · Meruoca · Pacajus · Santa Quitéria · Serra do Pereiro · Sertão de Crateús · Sertão de Inhamuns · Sertão de Quixeramobim · Sertão de Senador Pompeu · Sobral · Uruburetama · Várzea Alegre